# Ворыгинская
Ворыгинская — деревня в Вельском районе Архангельской области. Входит в состав муниципального образования «Верхнеустькулойское».

## География
Деревня расположена в южной части Архангельской области, в таёжной зоне, в пределах северной части Русской равнины, в 38 километрах на юго-восток от города Вельска, на левом берегу реки Кулой(притока Ваги) при впадении притока Сивчуга. Ближайшие населённые пункты: на юго-западе деревня Порядинская, на юге деревня Стрелецкая.
Часовой пояс
Ворыгинская, как и вся Архангельская область, находится в часовой зоне МСК (московское время). Смещение применяемого времени относительно UTC составляет +3:00.

## Население
| 2002 | 2010 | 2012 | 2014 |
| ---- | ---- | ---- | ---- |
| 47   | ↘17  | ↗23  | →23  |

## История
Указана в «Списке населённых мест по сведениям 1859 года» в составе Вельского уезда(2-го стана) Вологодской губернии под номером «2555» как «Воронинская(Севчуга)». Насчитывала 9 дворов, 23 жителя мужского пола и 31 женского. В деревне находилась часовня, приписанная к приходу Лиходиевской Воскресенской церкви.
В материалах оценочно-статистического исследования земель Вельского уезда упомянуто, что в 1900 году в административном отношении деревня входила в состав Лиходиевского сельского общества Кулойско-Покровской волости. На момент переписи в селении Ворыгинская(Савчуга) находилось 13 хозяйств, в которых проживало 38 жителей мужского пола и 40 женского.